# قارس
قارس (به لاتین: Qars) یک منطقه مسکونی در جمهوری آذربایجان است که در شهرستان خیزی واقع شده‌است.